# Redeia
Redeia Corporación S.A. (vormals Red Eléctrica de España) mit Sitz in Madrid ist ein börsennotierter spanischer Infrastrukturdienstleister, der unter anderen über seine Tochter REE als der nationale Übertragungsnetzbetreiber in Spanien für den Betrieb des elektrischen Höchstspannungsnetzes zuständig ist.

## Hintergrund
Das Unternehmen wurde unter dem Namen Red Eléctrica de España (REE) im Januar 1985 von der damaligen staatlichen Holdinggesellschaft Instituto Nacional de Industria (INI) (heute Sociedad Estatal de Participaciones Industriales, auch SEPI) gegründet, um die Verwaltung des nationalen Stromsystems in Spanien zu vereinheitlichen und zu optimieren. Sie wurde damit der weltweit erste unabhängige Übertragungsnetzbetreiber (Transmission System Operator, TSO). Das Unternehmen ging im Juli 1999 an die Börse, um die internationale Expansion nach Lateinamerika zu finanzieren.
REE besitzt mit über 45.200 km Leitungslänge und rund 6.350 Umspannstationen den größten Teil des spanischen Hochspannungsnetzes (Stand 2023).
Im Juni 2022 änderte die Gruppe Red Eléctrica ihren Firmenauftritt in Redeia, um ihre breitere Rolle als globaler Betreiber von wesentlichen Infrastrukturen besser widerzuspiegeln. Die Tochter Red Eléctrica de España (REE) bleibt die wichtigste operative Tochtergesellschaft innerhalb der Redeia Gruppe und ist als regulierter TSO für den Betrieb des nationalen Stromnetzes in Spanien verantwortlich. Zudem ist die Gruppe als Netzbetreiber über die Tochter Redinter in Peru und Chile aktiv; des weiteren betreibt sie ein Glasfasernetz für Telekommunikation in Spanien (über die 51 % Tochter Reintel) und ein Satellitentelekommunikationsnetzwerk (über 89,7 % Tochter Hispasat).
Hauptaktionär mit 20 % ist weiterhin SEPI; der Rest ist breit gestreut.